# Генрі Каттнер
Генрі Каттнер (англ. Henry Kuttner; 7 квітня 1915, Лос-Анджелес — 4 лютого 1958) — американський письменник-фантаст.

## Біографія
Генрі Каттнер народився в 1914 році в Лос-Анджелесі. Батько Каттнера був власником книжкового магазину — він помер, коли Генрі було всього п'ять років. Більшу частину дитинства майбутній письменник провів у Сан-Франциско, куди переїхала його мати в пошуках заробітку. Вона утримувала пансіон, що дозволило забезпечити Генрі і двом його старшим братам навчання в школі. На той час, коли Генрі повинен був перейти в старші класи, сім'я повернулася в Лос-Анджелес, і після закінчення школи Генрі влаштувався на роботу в літературне агентство, власницею якого була дружина одного з його братів. Інтерес до фантастики в нього, як і в більшості письменників його покоління, виявився рано. Він почав з «Чарівника Країни Оз», зачитав до дір «Принцесу Марса» — і у віці дванадцяти років захопився журналом «Надзвичайні історії» (Amazing Stories).
З роками його смаки змістилися від наукової фантастики до оповідань жахів — він став шанувальником журналу «Weird Tales», листувався з Говардом Лавкрафтом і авторами його гуртка. А в 1936 році лютневий випуск «Weird Tales» надрукував його вірш «Балада богів», написаний під очевидним впливом Роберта Говарда. Через місяць той же журнал опублікував дебютне оповідання Каттнера «Цвинтарні пацюки», що дотепер вважається одним з найстрашніших творів у всій літературі жахів. Для молодого письменника це було величезне досягнення. Попри те, що в оповіданні виразно відчувалися мотиви, традиційні для творчості Лавкрафта, та недосвідченість Каттнера, «Цвинтарні пацюки» стали одним із найбільш емоційно-яскравих його творів. Оповідання було занадто добре для дебютанта, багато хто висловлював припущення, що під іменем «Генрі Каттнер» ховається хтось з майстрів. У травневому номері «Weird Tales» редактор Фернсворт Райт відкинув ці чутки: «Генрі Каттнер — це не псевдонім. Це молодий, але, безсумнівно, надзвичайно обдарований автор, і можна впевнено припустити, що в майбутньому його чекає великий успіх»…
У тому ж 1936 році Каттнер вступає в Лос-Анджелеське відділення Ліги Наукової Фантастики. Його оповідання продовжували регулярно з'являтися в «Weird Tales», але він уже зовсім не нагадував свого недавнього кумира — Лавкрафта. Каттнер був чудовим жартівником, прекрасним співрозмовником, легко сходився з людьми і був щедрий на ідеї.
У 1937 році він пробує себе в співавторстві з Робертом Блохом і трохи пізніше — з Кетрін Мур.
Знайомство Каттнера з Кетрін почалося з курйозу. Каттнеру подобалися оповідання «Мура», але він ніяк не міг почати листування з їх автором. Одного разу Г. Ф. Лавкрафт попросив Каттнера, що перебрався тоді на Східне Узбережжя, переслати Мур книги, які той брав почитати. Це був якнайкращий привід, і Каттнер написав «містерові Муру» листа. Відповідь він, на своє здивування, одержав від «міс Мур».
Вперше вони побачилися лише в 1938 році, через кілька місяців після того, як «Weird Tales» надрукував їхнє спільне оповідання «У пошуках Зоряного Каменя» (співавтори писали його, обмінюючись фрагментами тексту поштою). Це оповідання не було шедевром, та певний вплив на розвиток фантастики все-таки мало — причому зовсім несподіваний. Герой оповідання співав пісню, яка закінчувалася так:
…Пройшовши крізь пітьму назустріч смерті,
Ми в битвах грізних полягли,
Але бачили ми в мить останню
Пагорби зелені Землі…
Через кілька років Роберт Гайнлайн вклав останній рядок у вуста Сліпого Барда Космосу і вони навіки стали класикою.
Кетрін, загалом, не бідувала, але Генрі повинен був заробляти на хліб насущний у поті свого чола. «Weird Tales» часто публікував оповідання Каттнера, але гонорарів все ж на життя не вистачало. Писати наукову фантастику Генрі побоювався. Освіти в нього не було, і він не без підстав думав, що в літературі технічних ідей йому немає чого шукати. Залишалися бульварні жанри. Наприкінці тридцятих у США було багато журнальчиків, які друкували «брудні» детективи і сексуально-містичні оповідання. Каттнер штампував їх буквально пачками і публікував де лиш вдавалося — як під своїм іменем, так і під псевдонімами (багато з них уже ніколи не будуть розкриті). Так йому вдавалося утримуватися на плаву.
Але за це йому довелося заплатити репутацією. Гірка слава літературного поденника й автора «порнухи» міцно прилипла до нього. Одного раз Каттнеру вдалося прилаштувати пару повістей у науково-фантастичний журнал «Marvel Science Stories», але це стало майже катастрофою — на редакцію посипалися протести читачів і Каттнер став для світу фантастики ледве чи не вигнанцем.
Втім, це не заважало йому зустрічатися з Кетрін і 7 липня 1940 року вони одружилися.
З того часу вони завжди були разом. І навіть коли Генрі під час війни направили для проходження служби в медкорпус у Форт-Монмут (через серцеву недостатність він був визнаний непридатним до стройової служби), Кетрін поїхала разом із ним.
Головне — вони продовжували працювати разом. З цього моменту Каттнер не написав жодного оповідання, яке б не редагувала Кеті, а всі оповідання, написані Мур, здобували завершеність у суворих руках Генрі. Він привносив у прозу динаміку і лють, вона — витонченість і шарм. По суті, вони стали єдиним цілим, одним письменником.
І цей письменник був генієм. Його звали то Лоуренс О'Доннелл, то Льюїс Педжетт, то Кетрін Мур, то Генрі Каттнер. Але його оповідання були майже завжди чудові. «Всі теналі борогови», «Механічне его», «Житлове питання», «Музична машина», цикли про Хогбенів і Геллегера наповнені гумором. Нескінченно сумний шедевр «Найкраща пора року», який майже повністю написала Кетрін, а «Лють» — переважно Генрі, але хто саме сидів за машинкою вже не мало значення. Вони досягли гармонійної єдності. І Кетрін не бачила нічого поганого в тому, що написані переважно нею оповідання перевидаються в збірках, на обкладинках яких стоїть тільки ім'я Генрі.
Успіх не сп'янив і не змусив розслабитися. Каттнер усе ще гостро відчував нестачу освіти. У 1950 році вони разом з Кетрін поступили в Університет Південної Каліфорнії. Він закінчив курс за три з половиною роки і взявся за магістерську дисертацію, одночасно проводячи в університеті клас літературної майстерності. Кетрін продовжувала вчитися. І вони продовжували писати. З'являлися нові повісті, за одним оповіданням в 1952 році зняли фільм.
Прийшла нова і дуже приваблива пропозиція з Голлівуду. Дисертація Генрі була практично закінчена. Залишилося тільки підготувати тези. Робота над сценарієм фільму успішно просувалася. Але 4 лютого 1958 року Генрі Каттнер помер від серцевої недостатності. Кетрін закінчила початий ним сценарій і кілька повістей, чотири роки читала його студентам лекції по літературній майстерності. Потім були нові сценарії для кіно і телебачення, іноді оповідання, передмови — і довге-довге самотнє життя.

## Твори
- Елак з Атлантиди / Elak of Atlantis
- Насіння Дагона / The Spawn of Dagon (1938)
- Beyond the Phoenix (1938)
- Грім на світанку / Thunder in the Dawn (1938)
- Місяць Дракона / Dragon Moon (1941)

Винахідник Геллегер
- Цей світ — мій! / The World Is Mine (1943)
- Ідеальна схованка / Time Locker (1943)
- Робот-Зазнайка / The Proud Robot (1943)
- Ex Machina / Ex Machina (1948)
- Геллегер плюс / Gallegher Plus (1952)

Ми — Хогбени
- Професор накрився / Exit the Professor (1947)
- Казан з неприємностями / Pile of Trouble (1948)
- До швидкого! / See You Later (1949)
- The Salem Horror (1937)
- The Black Kiss (1937)

- 1940 Із глибини часу / The Creature from Beyond Infinity
- 1943 Остання цитадель Землі / Earth's Last Citadel // співавтор: Кетрін Л. Мур
- 1946 Планета — шахівниця / Chessboard Planet
- 1946 Темний світ / The Dark World
- 1946 Долина полум'я / Valley of the Flame
- 1947 День його смерті / The Day He Died // співавтор: Кетрін Л. Мур
- 1947 Лють / Fury
- 1947 Завтра й завтра / Tomorrow and Tomorrow // співавтор: Кетрін Л. Мур
- 1948 Маска Цирцеї / The Mask of Circe // співавтор: Кетрін Л. Мур
- 1949 За земними воротами / Beyond Earth's Gates
- 1953 Мутант / Mutant
- 1953 Man Drowning
- 1953 Джерело світів / The Well of the Worlds
- 1987 Prince Raynor

## Переклади українською
- Механічне Еґо (з рос. мови) [Архівовано 13 березня 2007 у Wayback Machine.]